# Monohelea fuscipennis
Monohelea fuscipennis är en tvåvingeart som beskrevs av Lane och Wirth 1964. Monohelea fuscipennis ingår i släktet Monohelea och familjen svidknott.
Artens utbredningsområde är Colombia. Inga underarter finns listade i Catalogue of Life.